# Thomisus keralae
Thomisus keralae là một loài nhện trong họ Thomisidae.
Loài này thuộc chi Thomisus. Thomisus keralae được Biswamoy Biswas & R. Roy miêu tả năm 2005.